# Здание Джеймса Миллса
Здание Джеймса Миллса — 37-метровое правительственное здание в Сан-Диего (Калифорния, США). Здание также известно как Башня МТС, поскольку это штаб-квартира транспортной системы Сан-Диего (MTS). В здании также находятся различные офисы округа Сан-Диего. Здание было завершено в 1989 году. Оно расположено над 12-м и Имперским транзитным центром, основным перевалочным пунктом в системе трамвайного сообщения Сан-Диего, где вагоны проходят через основание здания.
61-метровая башня с часами расположена на площади перед зданием. К зданию примыкает гараж на 1020 мест парковки, который предлагает платную парковку для сотрудников и постоянных клиентов МТС.
Здание названо в честь Джеймса Миллса, законодателя штата Калифорния, автора закона о создании трамвайной сети в Сан-Диего. Он также был председателем Совета по развитию городского транспорта Сан-Диего с 1985 по 1994 год.

## История

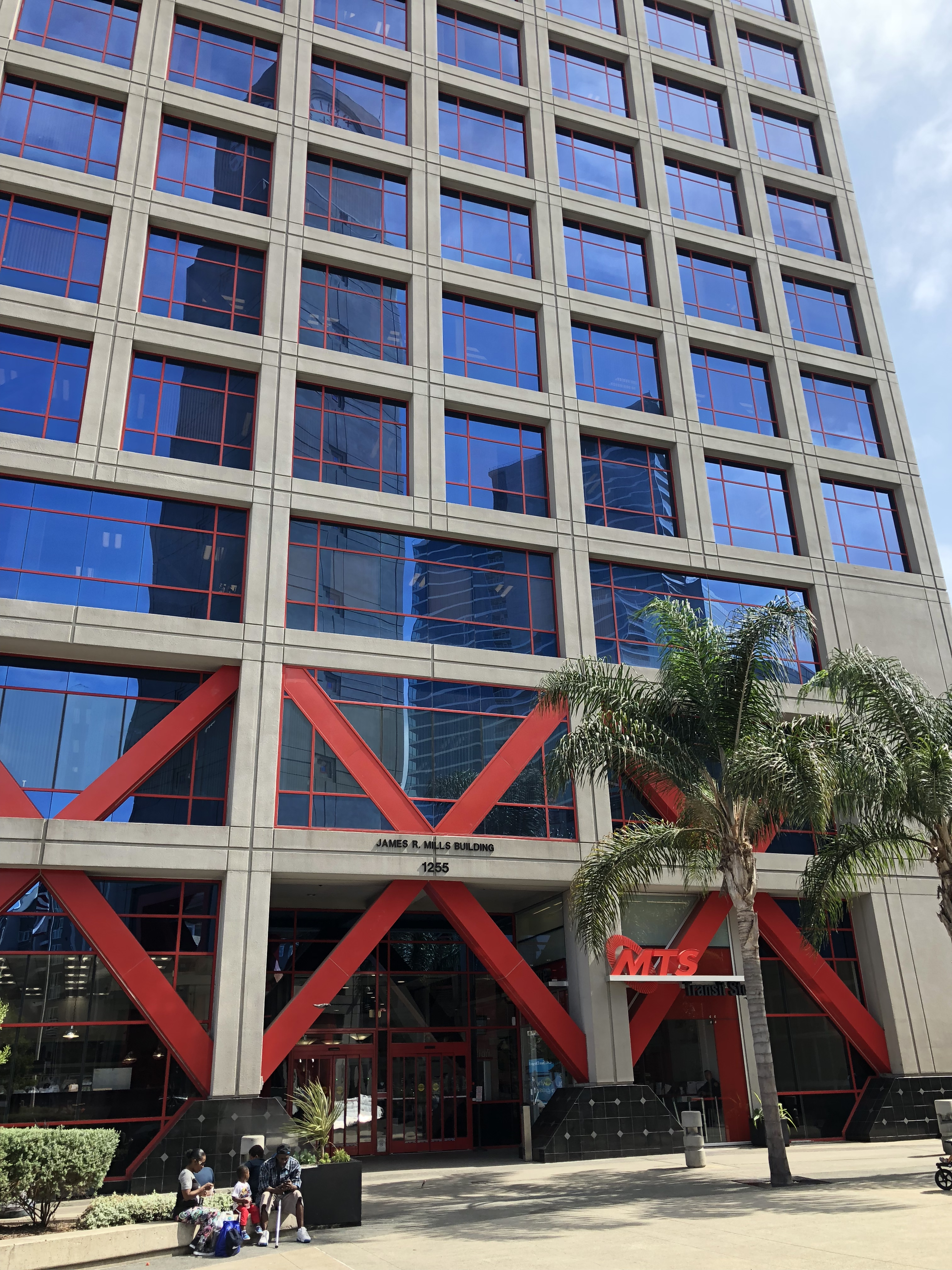

Совет по развитию городского транспорта Сан-Диего (MTDB) был сформирован в 1975 году и ему было поручено планирование и строительство системы общественного транспорта для региона. 20 августа 1979 года MTDB приобрела Восточную железную дорогу Сан-Диего и Аризоны (SD&AE), главный железнодорожный вокзал которой находился в центре Сан-Диего. Используя возможности SD&AE, в июле 1981 года агентство смогло открыть первую линию трамваев Сан-Диего между центром Сан-Диего и международной границей в Сан-Исидро. 20 марта 1986 года к трамвайной сети Сан-Диего добавилась вторая линия, идущая на восток, при этом две линии пересеклись на станции около 12-й и Императорской авеню, недалеко от железнодорожной станции.
К 1980-м годам растущий MTDB начал рассматривать возможность переезда из арендованных офисных помещений в собственную штаб-квартиру. Первоначально агентство планировало построить трёхэтажное здание рядом с железнодорожным вокзалом и 12-й и Имперской станциями, но во время планирования к MTDB обратилось графство Сан-Диего, которое предложило увеличить размер здания для размещения некоторых из своих агентств. Планируемое здание выросло сначала до пяти, а затем до десяти этажей.
В январе 1987 года архитектор из Сан-Диего Гомер Делави, старший партнёр Delawie, Bretton, Wilkes and Associates, представил свой план штаб-квартиры MTDB. 10-этажное здание располагается между 12-й и Императорской станциями с трамваями, проходящими через вестибюль, и включает в себя 61-метровую башню с часами и гараж на 1020 автомобилей, который задуман как место, где люди могут припарковаться и поехать на трамвае в офисы в центре города или на мероприятия в тогда ещё строившемся конференц-центре Сан-Диего. В оформлении здания, среди прочих, использован красный цвет (цвет трамваев Сан-Диего), а на первом этаже имеется около 800 м² торговых площадей. Проект должен был сыграть ключевую роль в планах по возрождению Ист-Виллидж (также называемого Восточным центром города), района, известного своими ветхими жилищами и стареющими предприятиями .
Закладка фундамента состоялась 19 ноября 1987 года, во время церемонии был проведён фейерверк. Компания M. H. Golden выступила в качестве генерального подрядчика проекта, который намечалось завершить весной 1989 года. Строительство осложнялось тем, что трамваи продолжали движение по территории объекта, а архитектор решил использовать для внешней отделки необычный водонепроницаемый материал под названием STO.
Строительство проекта финансировалось новым на тот момент методом: девелопер, компания Starboard Development Company, продала облигации на сумму 43,6 миллиона долларов швейцарским финансистам, а после завершения строительства долг был передан Региональному строительному управлению Сан-Диего — совместному органу власти, созданному округом Сан-Диего и MTDB. Долг был погашен, при этом MTDB занимал два этажа или примерно 28 % здания, а округ Сан-Диего сдал в аренду оставшиеся 72 %.
Огромные часы ручной работы стоимостью 750 000 долларов, уставленные на башне с часами, были подарком от швейцарской часовой компании Ebel. Пожертвование было организовано швейцарским банковским чиновником, который помог продать строительные облигации. Четырёхсторонние часы имеют красные римские цифры, чёрные стрелки длиной 1,8 м и белые циферблаты с мощной подсветкой, поэтому их можно видеть ночью. Часы также имеют музыкальные куранты с электронными динамиками. Часы были доставлены в разобранном виде в Сан-Диего из Швейцарии на самолёте, и в течение 12 дней швейцарские техники собирали часы на месте.
Строительство было завершено менее чем за 14 месяцев, значительно опередив график, что принесло компании Starboard Development Company бонус в размере 50 000 долларов. Окончательная стоимость здания составила 43,6 миллиона долларов. Здание официально открылось 3 января 1989 года, после того, как сотрудники переехали в новогодние праздники.
После открытия здание было названо в честь Джеймса Миллса, бывшего сенатора штата Калифорния, автора закона о создании трамвайной сети в Сан-Диего. Он также был председателем Совета по развитию городского транспорта Сан-Диего (предшественник современной системы городского транспорта) с 1985 по 1994 год.